# Thomas Billhardt
Thomas Billhardt (2. května 1937 v Chemnitzu – 23. ledna 2025) byl německý fotograf a publicista. Je známý zejména svými fotografiemi z Vietnamu, Palestiny a Nikaraguy. Jeho nejslavnější fotografií je z vietnamské války, na které štíhlá vietnamská bojovnice odvádí amerického vojáka, který ji fyzicky mnohem převyšoval.

## Životopis

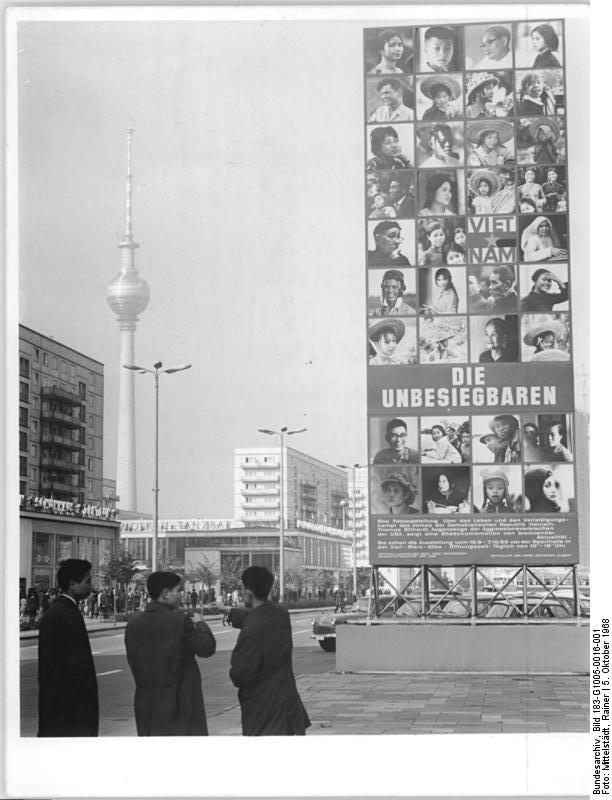
Reklamní panel v berlínské Karl-Marx-Allee k vietnamské fotografické výstavě fotoreportéra Thomase Billhardta (1968)

Billhardtovi rodiče byli Karlheinz Billhardt a Maria Schmid-Billhardtová (1901–1983), majitelé renomovaného fotoateliéru v Chemnitzu. Jeho matka byla jednou z nejvýznamnějších tehdejších portrétních fotografek ve městě. Billhardt u ní absolvoval v letech 1951 až 1954 učňovské studium fotografa. Poté studoval na Vysoké škole užitých umění v Magdeburgu do roku 1957. Jako tovární fotograf v povrchovém dole na hnědé uhlí a v briketárně Großkayna v letech 1957 až 1958 se kvalifikoval jako mistr fotografie a do roku 1959 pracoval jako publikační fotograf pro vydavatelství pohlednic Bild und Heimat v Reichenbachu im Vogtland. V letech 1959 až 1963 studoval na Akademii výtvarných umění (HGB) v Lipsku, kde promoval s titulem v oboru fotografie/fotografický design. V letech 1963 až 1971 pracoval jako nezávislý fotograf. V letech 1972 až 1981 byl vedoucím pracovní skupiny v Německé reklamní agentuře (DEWAG) v Berlíně a v letech 1982 až 1989 vedl Billhardtovo studio ve vydavatelství pro agitaci a vizuální pomůcky.
Billhardt měl v NDR řadu výstav, včetně: 1982/1983 a 1978/1977 na IX. a X. umělecké výstavě NDR v Drážďanech, v Londýně, Moskvě, Západním Berlíně, Bejrútu, Kyjevě, Krakově, Štětíně, Vratislavi, Hanoji, Santiagu de Chile, Valparaiso, Florencii, Salcburku, Paříži, Praze, Wittlichu a kromě jiného se také podílel na výstavě UNICEF „Děti světa“ v New Yorku v roce 1988.
V dubnu 2005 cestoval pro filipínskou pobočku UNICEF a od dubna 2008 do listopadu 2008 pracoval pro projekty UNICEF v Indonésii, Kambodži a Číně.
Jeho archiv do roku 1999 vlastní fotogalerie Camera Work Berlin, která ho v roce 2017 poctila samostatnou výstavou.
Billhardt byl ženatý a měl dvě děti. Jeho syn Steffen Billhardt je také mezinárodně aktivním fotografem. Thomas Billhardt žil v Itálii a do roku 2008 v Berlíně. Naposledy žil v Kleinmachnowě nedaleko Berlína.

## Vyznamenání
- 1965: Medaile Ericha Weinerta
- 1969: Cena NDR za umění
- 1987: Národní cena Německé demokratické republiky, třetí třída

## Členství
- do roku 1990: Sdružení výtvarných umělců NDR
- 1962 až 1990: Svaz novinářů NDR
- od roku 1968: Sjednocená socialistická strana Německa
- od roku 1988 korespondenční a od roku 1990 řádný člen Německé fotografické společnosti
- od roku 1990 Německý svaz novinářů
- od roku 1990: Asociace nezávislých fotografických designérů

## Sebereflexe
„Nejsem umělec, ale dokumentarista. Vždycky jsem chtěl být tou šedou myší, která nepřitahuje pozornost, abych mohl fotit pravdivé a nepózované fotografie.“

## Přijetí
„Jeho pohled je humanistický, filantropický a soucitný. Ať už to byli pankáči v berlínském Alexu, které pomocí několika triků a speciální polohy kamery nechal zapomenout, že je fotografuje, nebo babička truchlící nad svým mrtvým vnoučetem ve vietnamské válce.“

## Knihy s Billhardtovými fotografiemi
- s Inge Trisch: Meister Nadelöhr, Pittiplatsch Kinderbücher. Pößneck-Verlag, 1963–1967.
- s Eberhardem Panitzem: Christobal und die Insel (Christobal a ostrov). Verlag Neues Leben, Berlín 1963.
- Drushba Juri, drushba Valja (Družba Jurij, Družba Valja, návštěva kosmonautů). Nakladatelství Kultura a pokrok, 1963.
- se Sarah a Rainerem Kirschovými: Berlin – Sonnenseite. Verlag Neues Leben, Berlín 1964.
- s Brigitte Reimann: Das grüne Licht der Steppe (Zelené světlo stepi). Verlag Neues Leben, Berlín 1965.
- s Eberhardtem Panitzem: Der siebente Sommer (Sedmé léto). Mitteldeutscher Verlag, 1967.
- se Zachačenko a Kharlampijevem: Mit den Augen des Freundes (Očima přítele). Verlag Neues Leben, Berlín 1968 (Maldaja Verlag, Moskva 1968).
- s Heynowským a Scheumannem: Piloten im Pyjama (Piloti v pyžamu). Kindler Verlag, 1968 (Verlag der Nation, 1968).
- s Heynowskim a Scheumannem: Der Präsident im Exil (Prezident v exilu). Verlag der Nation, 1969.
- s Heynowským a Scheumannem: Bye-bye Wheelus (Na shledanou Wheeluse). Verlag der Nation, 1971.
- s Rose Nyland: Fünf Kiesel im Bach. Verlag Neues Leben, Berlín 1972.
- Eduard Klein a Eberhardt Hackethal: Santiago de Chile. Hoffnung eines Kontinents (Santiago de Chile: Naděje kontinentu). Volk und Welt Verlag, Berlín 1972.
- s Henrikem Gurkowem: Schto nowogo meschdu Oderom i Reunom (Co nového mezi Odrou a Rýnem). Nakladatelství Molodaja gvardija, Moskva 1972.
- se Sarou Lidmann: Faglarna i Nam Dinh Ordfront (Ptáci v Nam Dinh). Švédské nakladatelství, 1973.
- Sehnsucht Frieden: Vietnam (Touha po míru: Vietnam). Lipsko 1973.
- s Peterem Jacobsem: Hanoi. Am Tage vor dem Frieden (Hanoj. V den před mírem). Verlag Neues Leben, Berlín 1973.
- Kurt Kauter: Von Arica nach Feuerland. Reise durchs Chile der Unidad Popular (Z Ariky do Ohňové země. Cesta přes Chile z Unidad Popular). Greifenverlag Riudolstadt, 1975
- s Peterem Jacobsem: Die Palästinenser (Palestinci). Hanau 1979.
- s Peterem Jacobsem: Wo liegt Palästina? (Kde je Palestina?). 1979.
- s Peterem Jacobsem: Noch steht der Turm von Pisa (Věž v Pise stále stojí). Verlag Neues Leben, Berlín 1976.
- s Peterem Jacobsem: Die Drushbatrasse. Verlag Neues Leben, Berlín 1978.
- Toscana imagini: Toskanische Regierung (Toskánská vláda). 1975.
- s Peterem Jacobsem: Italien mit und ohne Belcanto (Itálie s belcantem a bez něj). Brockhausverlag 1979.
- Als die Muchachos kamen (Když přišli Muchachové). Vojenské nakladatelství, Berlín 1982.
- s Iljou Glazunovem: Düchanje Gorjachisch dnem (Dýchání za horkého dne). Nakladatelství Planeta, Moskva 1985.
- s Peterem Jacobsem: Bengalisches Feuer (Bengálský oheň). Verlag Neues Leben, Berlín 1973.
- s O. Mannem: China. Impressionen einer Reise (Čína. Dojmy z cesty.) 1989, ISBN 3-325-00208-0.
- s Kambodia. Hologramme (Hologramy), Paříž 1990.
- s Irmgard Bockhorstovou: Das läßt dich nicht kalt (To vás nenechá chladnými). Betelverlag, 1992.
- s Martou Rafael: Mit dir-für dich (S tebou – pro tebe). Verlag für die Frau (Nakladatelství pro ženu), 1973.
- s G. Bellmannem: Die Deutsche Alleenstraße, Zwischen Rügen und Rheinsberg (Německá třída, Mezi Rujánou a Rheinsbergem). Ullstein Verlag, 1996, ISBN 3-550-06904-9.
- s U. Schmidem: Kinder haben Rechte (Děti mají práva). Votum Verlag (Ullstein Verlag), 1997, ISBN 3-926549-40-8.
- s Annemarie Stoltenberg: Auf den Spuren von Elisabeth von Arnim auf Rügen (Po stopách Elisabeth von Arnim na Rujáně).
- s Kerstin Hensel (texty): Alles war so, alles war anders (Všechno bylo takové, všechno bylo jiné). Kiepenheuer &amp; Witsch, 1999, ISBN 3-378-01035-5.
- s Brigitte Reimann: Das grüne Licht der Steppe (Zelené světlo stepi). Nové vydání. Brožovaná vazba, 2000.
- Alexanderplatz in Berlin-Mitte (Alexanderplatz v Berlíně-Mitte). Das Neue Berlin. 2002, ISBN 3-89793-031-5.
- se Steffenem Billhardtem, K. Sinhou a Davidem Mayem: Raw. Clearview, 2012, ISBN 978-1-908337-12-2.
- Vietnam, Fotografien (Vietnam, fotografie). Vydání Braus, Berlín 2022, ISBN 978-3-86228-225-8.

## Publikace
- Thomas Billhardt. In: Reportér. DDR-Bildjournalisten geben zu Protokoll (Fotoreportéři NDR podávají svá vyprávění). VEB Fotokinoverlag Leipzig, 1969, s. 137 a násl.
- Billhardt, Thomas. In: Dietmar Eisold (vyd.): Lexikon Künstler in der DDR (Lexikon umělců v NDR). Verlag Neues Leben, Berlín 2010, ISBN 978-3-355-01761-9, str. 77.
- BARTH, Bernd-Rainer. Thomas Billhardt. Wer war wer in der DDR? [online]. Bundesstiftung zur Aufarbeitung der SED-Diktatur [cit. 2025-07-25]. Dostupné online.
- Fokussiert. Die Chemnitzer Fotografenfamilie Billhardt (Zaostřeno. Rodina fotografů z Chemnitzu Billhardtových), katalog k výstavě. Průmyslové muzeum Chemnitz, 2018, ISBN 978-3-934512-33-7.
- Andreas Margara: Geteiltes Land, geteiltes Leid. Geschichte der deutsch-vietnamesischen Beziehungen von 1945 bis zur Gegenwart (Rozdělená země, sdílené utrpení. Dějiny německo-vietnamských vztahů od roku 1945 do současnosti. regiospectra, Berlín 2022, ISBN 978-3-947729-62-3, s. 189 a násl.
- Steffen Lüddemann: Thomas Billhardt Fotografie. Braus, Berlín 2013, ISBN 978-3-86228-048-3.

## Filmy
- 1968: Der Augenzeuge (Očitý svědek, filmový týdeník) 1968/40, NDR: Thomas Billhardt fotografovaný ve Vietnamu[4]
- 1970: Der Augenzeuge (Očitý svědek, filmový týdeník) 1970/29, NDR: Nová fotografická výstava Thomase Billhardta[5]
- 1970: Report für Katrin (Reportáž pro Katrin), dokumentární film DEFA, NDR, režie Harry Hornig – Thomas Billhardt se chystá znovu cestovat do Vietnamu.[6]
- 2000: Eislimonade für Hong Li (Ledová limonáda pro Hong Li), dokumentární film, Německo, režie Dietmar Ratsch a Arek Gielnik – Thomas Billhardt v Severním Vietnamu 25 let po skončení války[7]
- 2020: Jahrhundertbauwerk Trasse. Wie das russische Erdgas in den Westen kam (Trasa století: Jak se ruský zemní plyn dostal na Západ), televizní dokument, Německo, produkce LOOKSfilm, Mitteldeutscher Rundfunk, Arte, režie Matthias Schmidt – s fotografiemi „Drushba-Trasse“ od Thomase Billhardta[8][9]